# النور (رداع)

تعديل مصدري - تعديل

حارة النور هي إحدى حارات مدينة رداع أحد مدن محافظة البيضاء، بلغ تعداد سكانها 1856 نسمة حسب تعداد اليمن لعام 2004.